# Municipio de Hamlin (condado de Mason)
El municipio de Hamlin (en inglés: Hamlin Township) es un municipio ubicado en el condado de Mason en el estado estadounidense de Míchigan. En el año 2010 tenía una población de 3408 habitantes y una densidad poblacional de 38,25 personas por km².

## Geografía
El municipio de Hamlin se encuentra ubicado en las coordenadas 44°1′55″N 86°26′47″O / 44.03194, -86.44639. Según la Oficina del Censo de los Estados Unidos, el municipio tiene una superficie total de 89.1 km², de la cual 71,06 km² corresponden a tierra firme y (20,25 %) 18,04 km² es agua.

## Demografía
Según el censo de 2010, había 3408 personas residiendo en el municipio de Hamlin. La densidad de población era de 38,25 hab./km². De los 3408 habitantes, el municipio de Hamlin estaba compuesto por el 96,71 % blancos, el 0,44 % eran afroamericanos, el 0,79 % eran amerindios, el 0,29 % eran asiáticos, el 0,35 % eran de otras razas y el 1,41 % eran de una mezcla de razas. Del total de la población el 2,82 % eran hispanos o latinos de cualquier raza.